# Вторая Испанская Республика
Втора́я Испа́нская Респу́блика (исп. La Segunda República Española) — республиканский период после низложения монархии до установления диктатуры Франсиско Франко. Вторая Испанская Республика существовала с 1931 по 1939 год.
После установления республики были проведены реформы в сфере образования; за 1931—1933 годы в стране было построено более 10 тысяч школ. Религиозным орденам было запрещено преподавание в школах, что вызвало недовольство клерикальных кругов. Уже в 1932 году произошла попытка военного переворота, предпринятая генералом Хосе Санхурхо. Затем в 1934 году, когда три министра правой монархической партии вошли в правительство республики, левые силы устроили восстание в Астурии. Кроме того, каталонские националисты требовали независимости Каталонии, и их лидер Франсеск Масия после выборов 1931 года, на которых его Левая республиканская партия Каталонии получила большинство, провозгласил независимость Каталонской республики, однако вскоре был вынужден удовлетвориться частичной автономией.
Неспособность властей республики обеспечить стабильность, решить экономические проблемы, недовольство их антиклерикальной политикой, угрожающая международная обстановка привели к росту популярности в армейских кругах Испанской Фаланги, её мятежу в 1936 году и кровопролитной гражданской войне, которая завершилась в 1939 году взятием Мадрида мятежниками и установлением пожизненной диктатуры Франсиско Франко. 

## Временное правительство и принятие конституции (апрель — декабрь 1931)
Республика существовала в период Испанской революции 1931—1939 гг. Революция началась 12 апреля после того, как республиканцы выиграли муниципальные выборы в крупнейших городах страны. Несмотря на то, что в целом по стране они проиграли, сторонники республиканцев вышли на улицы Мадрида, Барселоны и других городов. Командующий гражданской гвардией Хосе Санхурхо сообщил королю, что не сможет разогнать манифестации. Король принял решение покинуть страну.
Революция свергла короля Альфонсо XIII и передала власть Временному правительству. Оно было создано 14 апреля лидерами ведущих республиканских партий. 28 июня 1931 г. прошли выборы в Учредительное собрание. В них приняли участие 65 % граждан, 83 % получили республиканцы, самую крупную фракцию сформировали социалисты (116 мест из 470) Утверждённая 9 декабря республиканская конституция провозгласила Испанию «демократической республикой трудящихся всех классов, построенной на началах свободы и справедливости» (Ст. 1). Ст. 44 конституции предусматривала возможность отчуждения собственности (за вознаграждение) и её обобществление Конституция декларировала свободу слова, отделение Церкви от государства (в том числе от школ и субсидий), предоставление избирательных прав женщинам, право развода. Дворянство было лишено всех привилегий. Высшая власть перешла к испанскому Конгрессу депутатов (исп. Congreso de los Diputados).
Республиканская Конституция также изменила символы страны. Гимн Риего был установлен в качестве государственного гимна, а в качестве государственного флага — полотнище, состоящее из трёх горизонтальных полос — красного, жёлтого и пурпурного цвета.
Первым президентом новой республики стал Нисето Алькала Самора.

## Реформы правительства Мануэля Асаньи (июль 1931 — сентябрь 1933 гг.)
Так как выборы в Учредительное собрание, прошедшие 28 июня 1931 года, обеспечили большинство республиканским либеральным партиям и Испанской социалистической рабочей партии, то правительство сформировала либерально-социалистическая коалиция, и правительство возглавил Мануэль Асанья. Правительство приступило к проведению военной и аграрной реформ, секуляризации образования, социальным мерам.
В правительство вошли лидеры Испанской социалистической рабочей партии Франсиско Ларго Кабальеро и Индалесио Прието. По их инициативе проводились финансируемые государством общественные работы, минимум оплаты труда, арбитражные суды по производственным конфликтам, 8-часовой рабочий день, обязательная оплата сверхурочной работы, страхование от несчастных случаев и пособие по беременности.
По закону 9 сентября 1932 года предусматривался выкуп государством помещичьих земель, находящихся в аренде свыше 12 лет и размером свыше 400 га (как правило, необрабатываемых), и распределение их между крестьянами, а также переселение избыточной рабочей силы на государственные земли. Запрещалась субаренда полученной от государства земли. На селе вводилось трудовое законодательство. Однако, проведение реформы предполагало большую работу по учёту земли, и она велась медленно. Затем нужно было согласовать многочисленные интересы, включая мнения помещиков, желающих продать государству неудобья, и крестьян, желающих получить участки, достаточные для сытой жизни. В итоге темпы реформы заметно отставали от задуманных десяти лет.
В 1932 г. был запрещён орден иезуитов. В марте 1933 г. принят закон о конфискации церковных земель и части недвижимости. В 1932 г. под давлением национального движения в Каталонии правительство признало автономию этой провинции. Церковь, консервативная часть общества и большинство офицерства возражали против этих реформ. 10 августа 1932 г. генерал Хосе Санхурхо поднял военный мятеж, который был быстро подавлен. В условиях мирового экономического кризиса усиливалась стачечная борьба, происходили восстания анархистов. В кортесах правительство обвинялось в излишней жестокости при их подавлении. Одновременно президент Нисето Алькала Самора выступил против премьер-министра в связи с его антицерковной политикой. После очередной неудачи при формировании Трибунала конституционных гарантий премьер-министр Мануэль Асанья 9 сентября 1933 г. подал в отставку, и были назначены новые выборы на 19 ноября и 3 декабря 1933 года.

## Правоцентристские правительства (ноябрь 1933 — февраль 1936)
На выборах 1933 большинство получила CEDA — коалиция правоцентристских и правых партий в пределах от праволиберальных до фашистских.
Правые получили 3345 тыс. голосов (CEDA — 98 мест), радикалы — 1351 тыс. (100 мест), социалисты — 1627 тыс. (60 мест), левые либералы — 1 млн. (70 мест), коммунисты — 400 тыс. (но не победили ни в одном округе). Для того, чтобы опередить правых, левым не хватило 400 тыс. голосов (анархо-синдикалисты, отказавшиеся участвовать в выборах, контролировали около полумиллиона).
К власти пришёл либерально-консервативный блок во главе с лидером Радикального союза Алехандро Леррусом. Бывший радикальный либерал, теперь позиционировавший себя как центрист, практически перешёл в консервативный политический спектр.
Правительство правых фактически остановило аграрную реформу, отменило социальные выплаты и стало спонсировать Церковь.
Левые называли Лерруса «испанским Брюнингом» (имея в виду канцлера Германии, при котором возникли предпосылки для прихода к власти Гитлера), и анархисты считали, что теперь только восстание может остановить фашизм. К этому взгляду постепенно склонялись и социалисты, но анархисты стремились перехватить инициативу. 8-14 декабря 1933 г. анархо-синдикалистская Национальная конфедерация труда провела стачку, которая переросла в восстание в Сарагосе и нескольких городках и деревнях Арагона и Каталонии. Крестьяне нескольких деревень провозгласили коммунизм. Восстание в деревнях было подавлено с помощью авиации. Ревком в Сарагосе продержался четыре дня. Силы были очевидно не равны, большинство рабочих не поддержало анархо-синдикалистскую попытку, и 14 декабря НКТ призвал к прекращению стачки и восстания. Уже в августе 1933 г. в тюрьме находилось уже 9 тысяч забастовщиков и повстанцев (что в Испании часто было тем же самым).
18 декабря в Испании было введено чрезвычайное положение. Правительство использовало его для ударов как по НКТ и КПИ, так и по социалистам — закрывались народные дома ВСТ (UGT) и распускались некоторые социалистические муниципалитеты.
Оказавшись в оппозиции, ИСРП (PSOE) стала быстро радикализироваться. Левое крыло во главе с Ф. Ларго Кабальеро лидировало в ИСРП. Ещё до поражения на выборах 1933 г., 23 июня этого года Ларго Кабальеро выступил с докладом «Социалисты и республика», в котором говорил: «Мы знаем, что если наша партия и наши организации окажутся в такой ситуации, когда для того, чтобы воспрепятствовать установлению фашизма, надо будет установить диктатуру пролетариата, мы пойдём на это». После поражения на выборах политический поворот Ларго Кабальеро был поддержан партией и ВСТ, который в январе 1934 г. взял курс на подготовку всеобщей забастовки. Ларго Кабальеро совместил посты председателя ВСТ, генерального секретаря ИСРП и председателя парламентской фракции партии. По мнению лидеров ИСРП (и Ларго, и более умеренного И. Прието) началось движение к фашизму и монархии, и этому следовало противостоять даже вооружённым путём. В результате ИСРП стала сближаться с коммунистами, а также с националистами Каталонии, права которой на автономию ущемлялись правым правительством..

### Восстание в Астурии
В сентябре, обвинив правительство сменившего Лерруса радикала Рикардо Сампера в неспособности навести порядок в стране (манифестации левых сорвали конференцию молодёжи CEDA в Астурии), лидер CEDA Хосе Хиль-Роблес спровоцировал правительственный кризис, чтобы взять власть самому. 1 октября 1934 г. Сампер ушёл в отставку. Но президент опасался Хиль-Роблеса, которого его сторонники уже открыто называли «хефе» (испанский эквивалент слова «фюрер»), и предложил сформировать новое правительство Леррусу. Чтобы заручиться парламентским большинством, он пригласил в правительство CEDA. Левые с возмущением утверждали, что в правительство могут войти «фашисты». Действительно, в CEDA входила организация «Испанское обновление», лидер которой Хосе Кальво Сотело отстаивал праворадикальные идеи, предельно близкие к фашизму. Молодёжная организация CEDA действовала в тесном контакте с фалангистами. Обстановка накалилась, Ларго Кабальеро публично заявил, что если CEDA войдёт в правительство, социалисты призовут народ к восстанию.
4 октября было объявлено, что Леррус включил в своё правительство трёх министров CEDA. 5 октября ВСТ начал всеобщую забастовку, которая была поддержана коммунистами и каталонскими националистами и переросла в Астурии и Каталонии в вооружённое восстание. Анархисты в Астурии присоединились к стачке через несколько часов по собственной инициативе. Однако в целом НКТ отнеслась к выступлению настороженно, так как ИСРП выдвинула лозунг «Вся власть социалистической партии!» В Мадриде лидеры анархистов выступили против несогласованной с ними стачки, но организации НКТ присоединились к ней.
В Каталонии власть захватило автономное правительство — Женералитат во главе с Луисом Компанисом. 6 октября Компанис зачитал восторженной толпе акт о провозглашении Каталонского государства.
Правительственные силы, управляемые ветераном марокканской войны генералом Франсиско Франко, быстро изолировали очаги восстания и подавили выступление почти по всей стране.
8 октября Компанис капитулировал, после чего социалисты прекратили сопротивление. Лишь в Астурии продолжались бои. 5 октября шахтёры подняли над городами Астурии красные флаги и двинулись на Овьедо. Власть в Астурии взяли рабочие комитеты, включавшие социалистов, коммунистов и анархистов. Они провозглашали социалистическую республику. Астурийский ревком возглавили депутаты-социалисты Белармино Томас и Рамон Гонсалес Пенья.
Опасаясь за надёжность войск, правительство направило в Астурию марокканский легион во главе с полковником Хуаном Ягуэ, будущим генералом гражданской войны. Хотя формально командующим антитеррористической операцией в Астурии был генерал Лопес Очоа, фактически из Мадрида её координировал Франко, которому напрямую подчинялся Ягуэ. Две недели шли упорные бои в горной местности и в городах. Пока повстанцы численностью до 20 000 бойцов сжимали кольцо вокруг гарнизона столицы провинции Овьедо, захватив почти весь город, войска сжимали кольцо вокруг Астурии. Рабочие устраивали взрывы (шахтёры хорошо умели пользоваться динамитом), но другого оружия было недостаточно. К тому же, узнав о поражении движения в остальной Испании, часть делегатов ИСРП вышла из ревкома. Когда у повстанцев кончились боеприпасы, они вынуждены были прекратить сопротивление.
По соглашению с генералом Очоа 18 октября, повстанцам было обещано, что репрессий не будет. Ягуэ не стал выполнять это обещание. Испания была шокирована известиями из Астурии о массовых бессудных казнях. В ходе боёв и последующих расправ погибло от 1 до 3 тысяч человек, около 30 тыс. было арестовано. Лидеры социалистов, коммунистов и каталонских националистов, включая Ларго Кабальеро и президента Женералитата Компаниса, оказались в тюрьме. И. Прието бежал за границу. Несмотря на то, что анархо-синдикалистские лидеры узнали о забастовке и восстании из газет, среди актива НКТ также были проведены аресты. В феврале-марте 1935 г. трибунал вынес 20 смертных приговоров и множество приговоров к длительным срокам тюремного заключения. Возникла возможность обезглавить оппозицию. Но в то же время было очевидно, что это создаст в среде левых культ павших героев, и на место казнённых придут новые лидеры. Ширилась кампания либеральной интеллигенции и левых партий за спасение приговорённых от казни. 30 марта 1935 г. правительство выступило за отмену смертных приговоров (в знак протеста министры CEDA вышли из кабинета Лерруса, но вскоре вернулись, причём в мае Хиль Роблес стал военным министром). Смертные приговоры были заменены заключением.

### Выборы 1936 и правительство Народного фронта
После разгрома октябрьского восстания на свободе остались многие социалистические лидеры, а также левые республиканцы, надежда которых на возвращение к власти была связана с возрождением силы социалистов. Они развернули кампанию против правительства, успеху которой способствовали скандалы в правом лагере, связанные с коррупцией, а также продолжение падения жизненного уровня большинства испанцев. В итоге всё большее влияние приобретали идеи левого блока, который сможет остановить наступление правых. В январе 1935 г. начались консультации о создании леводемократического блока, в 1936 г. получившего название «Народный фронт».
В сентябре 1935 г. Леррус и члены его администрации были уличены во взяточничестве. Президент Алкала Самора был вынужден отправить правительство Лерруса в отставку (формальный повод — несогласие правых с предоставлением даже минимальных прав автономии Каталонии), заменив его 25 сентября техническим премьер-министром Чапаприета.
В условиях ослабления правого центра усилилась роль левого. В апреле 1934 г. Республиканское действие М. Асаньи, левое крыло Радикал-социалистов (лидер М. Доминго) и Автономная республиканская организация Галисии (лидер С. Касарес Кирога) создали Левую республиканскую партию (ЛРП), которая стала наиболее влиятельной политической силой либералов. Вернуться к власти они могли теперь только в союзе с социалистами. 14 ноября Асанья предложил блок исполкому ИСРП.
9 декабря CEDA отказала правительству Чапаприеты в доверии — Хиль Роблес считал, что теперь путь к власти расчищен для него. Но президент и на этот раз не захотел отдавать премьерское кресло «хефе». 4 января 1936 г. Алкала Самора назначил выборы, вплоть до которых правительство должен был возглавлять консервативный политик Мануэль Портела Вильядарес.
В связи с предстоящими выборами режим чрезвычайного положения должен был быть устранён, и в январе 1936 г. ограничения на деятельность левых партий были сняты. В декабре 1935 г. на процессе Ларго Кабальеро он был оправдан. Сразу после выхода из тюрьмы Ларго Кабальеро поддержал союз с коммунистами и республиканцами.
15 января 1936 г. социалисты, коммунисты, ПОУМ, леволиберальные партии, каталонские и баскские националисты, а также ряд других организаций подписали соглашение о создании Народного блока (в дальнейшем известного как Народный фронт).
Совместный электорат левого Народного фронта был примерно равен электорату правых. Партия Лерруса, пытавшаяся играть роль центра, была дискредитирована политикой 1933—1935 гг. и раскололась. Из неё выделился Республиканский союз М. Барриоса, который вошёл в «Народный фронт».
CEDA вела кампанию очень энергично. Её активно поддержала католическая церковь. Фалангисты совершали нападения на митинги левых. Нарушения закона достигли таких масштабов, что Асанья даже предлагал призвать к бойкоту выборов.
В этих условиях особое значение приобретали голоса сторонников анархо-синдикалистов. За два дня до выборов, 14 февраля Национальный комитет НКТ опубликовал заявление, в котором говорилось: «Мы — не защитники республики, но мы мобилизуем все свои силы, чтобы нанести поражение старинным врагам пролетариата. Лучше смело опередить события, даже если это означает ошибку, чем после событий сожалеть о своём промахе». Фактический отказ НКТ от «электоральной стачки» привёл к тому, что левые получили на сотни тысяч голосов больше, чем в 1933 г.
На выборах 16 февраля 1936 г. Народный фронт получил 4654116 голосов, правые 4503524, баскские националисты 125714, центр 400901. Таким образом, перевес левых над правыми был минимален, а с учётом центристов и вовсе сомнителен. Но при мажоритарной системе решающую роль играло сплочение сил в округах, где поддержка анархистов также помогла левым добиться перевеса. Народный фронт завоевал 268 мест из 473. При этом социалисты получили 88 мест, левые республиканцы — 81, коммунисты — 16. Правые и центристы получили 205 мест.
Победа Народного фронта вызвала ликование республиканцев в крупных городах страны. Президент и премьер-министр обсуждали возможность объявить выборы недействительными. Но перед лицом угрозы гражданской войны они отказались от этого.
В результате победы Народного фронта к власти пришло правительство М. Асаньи. Правительство Народного фронта объявило политическую амнистию. Узники октября и предыдущих социальных волнений были освобождены (более 15 тысяч человек). 23 февраля был восстановлен Женералитат Каталонии. 10 мая Кортесы избрали президентом страны М. Асанью (Алкала Самора ушёл в отставку 3 апреля в связи с обвинениями в нарушении предвыборного законодательства). Правительство возглавил галисийский либерал Сантьяго Касарес Кирога. Социалисты, имевшие наибольшую фракцию в Кортесах, пока воздержались от вхождения в правительство.
Ускорилась аграрная реформа. Если в 1932—1935 гг. было распределено 119 тыс. га земли, то с февраля по июль 1936 г. — 750 тыс. га. Создавались кооперативы для управления отчуждёнными поместьями и для совместной обработки целины (правда, им не хватало техники для повышения производительности труда). Но реформа хоть и пошла быстрее, но не удовлетворяла тех крестьян, которым ещё многие годы предстояло ждать своей очереди. Крестьяне Эстремадуры стали захватывать пустующие поместья, что приводило к столкновениям с гражданской гвардией. Одновременно в стране нарастали продовольственные трудности. Профсоюзы развернули кампанию наступления на капитал. В феврале-июле произошло 113 всеобщих и 228 местных стачек. В столкновениях между правыми и левыми экстремистами, нападениях на демонстрации и в результате покушений погибло 269 человек, в том числе 13 июля — Кальво Сотело. Общественные настроения искусственно радикализировались политическими элитами. Возможность победы политических противников рассматривалась как катастрофа. Умеренная политика либералов не соответствовала глубине социального кризиса.
17 июля, с попытки военного переворота, совершенного правоориентированными силами, началась Гражданская война.

### Гражданская война
Гражданская война явилась результатом сложных политических, экономических и культурных различий между «Двумя Испаниями» (по выражению испанского писателя Антонио Мачадо, употреблённому в 1912 году). После начала войны в Республике началась глубокая социальная революция, часть промышленных предприятий и земель перешла в руки коллективов работников.
Республиканцы включали в себя как центристов, которые поддержали капиталистическую либеральную демократию, так и коммунистов и анархо-синдикалистов; их социальная база находилась в преимущественно городских, промышленных регионах, таких, как Астурия и Каталония, а также в сельскохозяйственном Арагоне.
19 июля 1936 года правительство возглавил левый республиканец Хосе Хираль. В условиях радикализации социальной революции 4 сентября 1936 Ф. Ларго Кабальеро сформировал правительство широкой антифалангистской коалиции, в которое вошли социалисты, либералы, коммунисты, каталонские и баскские националисты, а с 4 ноября — даже анархо-синдикалисты из НКТ.
Франко был поддержан вооружёнными силами Германии, Италии и Португалии.  Республике же военную помощь оказал только СССР.
Весной 1937 года обострился конфликт между левыми социалистами (кабальеристами) и анархо-синдикалистами с одной стороны и другими силами Народного фронта — с другой. 3-6 мая 1937 произошли вооружённые столкновения между революционерами в Барселоне. В результате правительство Ларго Кабальеро пало, и правительство Народного фронта (без кабальеристов и анархо-синдикалистов) возглавил социалист Хуан Негрин, ориентировавшийся на союз с коммунистами и СССР. В Республике развернулись репрессии против анархистов и «троцкистов», началось сворачивание социальных преобразований второй половины 1936 г. В 1937 война шла с переменным успехом, в 1938 республика стала терпеть поражение за поражением. Энтузиазм первых месяцев гражданской войны сменился разочарованием и апатией. 1 апреля 1939 года, проиграв войну, Республика пала.
Бежавшими сторонниками Республики было образовано Правительство Испанской Республики в изгнании, которое было распущено в 1977 году после восстановления парламентской демократии.

## Заключение
Вторая Республика столкнулась с серьёзными экономическими трудностями, вызванными как социальными конфликтами, так и мировой депрессией. Углубление социального кризиса и политическая непримиримость привели к росту насилия и гражданской войне, сопровождавшейся террором с обеих сторон. В то же время рабочие и крестьяне Республики создали сектор экономики, основанный на производственной демократии и самоуправлении. Республика первой оказала серьёзное сопротивление наступлению фашизма в Европе, оказавшись в центре мировой политики в 1936—1937 гг.